# 巴罗达土邦
巴罗达土邦是1721年至1949年期间于今古吉拉特邦一带的君主制国家，是英属印度的一个土邦，1949年5月1日并入印度联邦。它的首府位于巴罗达，在英国统治时期设有协调巴英关系的“巴罗达驻扎官府”。该土邦的王公皆属于盖克瓦德王朝。巴罗达是英属印度最富有、领土面积最大的土邦之一，其财富主要是通过棉花、大米、小麦和糖品交易得来的。巴罗达土邦和海得拉巴土邦、迈索尔土邦、查谟-克什米尔土邦和瓜廖尔土邦同为“21礼炮级土邦”，即最高地位的土邦。

## 历代王公
- 皮拉吉拉奥·盖克瓦德（1721－1732）
- 达马吉拉奥·盖克瓦德（1732－1768）
- 萨亚吉拉奥·盖克瓦德一世（1768－1778）
- 法特辛拉奥·盖克瓦德一世（1778－1789）
- 马纳吉拉奥·盖克瓦德（1789－1793）
- 戈文德拉奥·盖克瓦德（1793－1800）
- 阿南德拉奥·盖克瓦德（1800－1818）
- 萨亚吉拉奥·盖克瓦德二世（1818－1847）
- 甘帕特拉奥·盖克瓦德（1847－1856）
- 汉德拉奥·盖克瓦德（1856－1870）
- 马尔哈·拉奥·盖克瓦德（1870－1875）
- 萨亚吉拉奥·盖克瓦德三世（1875－1939）
- 普拉塔普·辛格·盖克瓦德（1939－1949）